# Stadionul Ion Moina
El Stadionul Ion Moina fue un estadio multiusos de la ciudad de Cluj-Napoca, Rumanía, construido en 1911 y demolido en 2010. Se utilizaba sobre todo para partidos de fútbol, siendo el estadio del club U Cluj. El estadio tenía una capacidad de 28.000 personas sentadas.